# سرطان پروستات

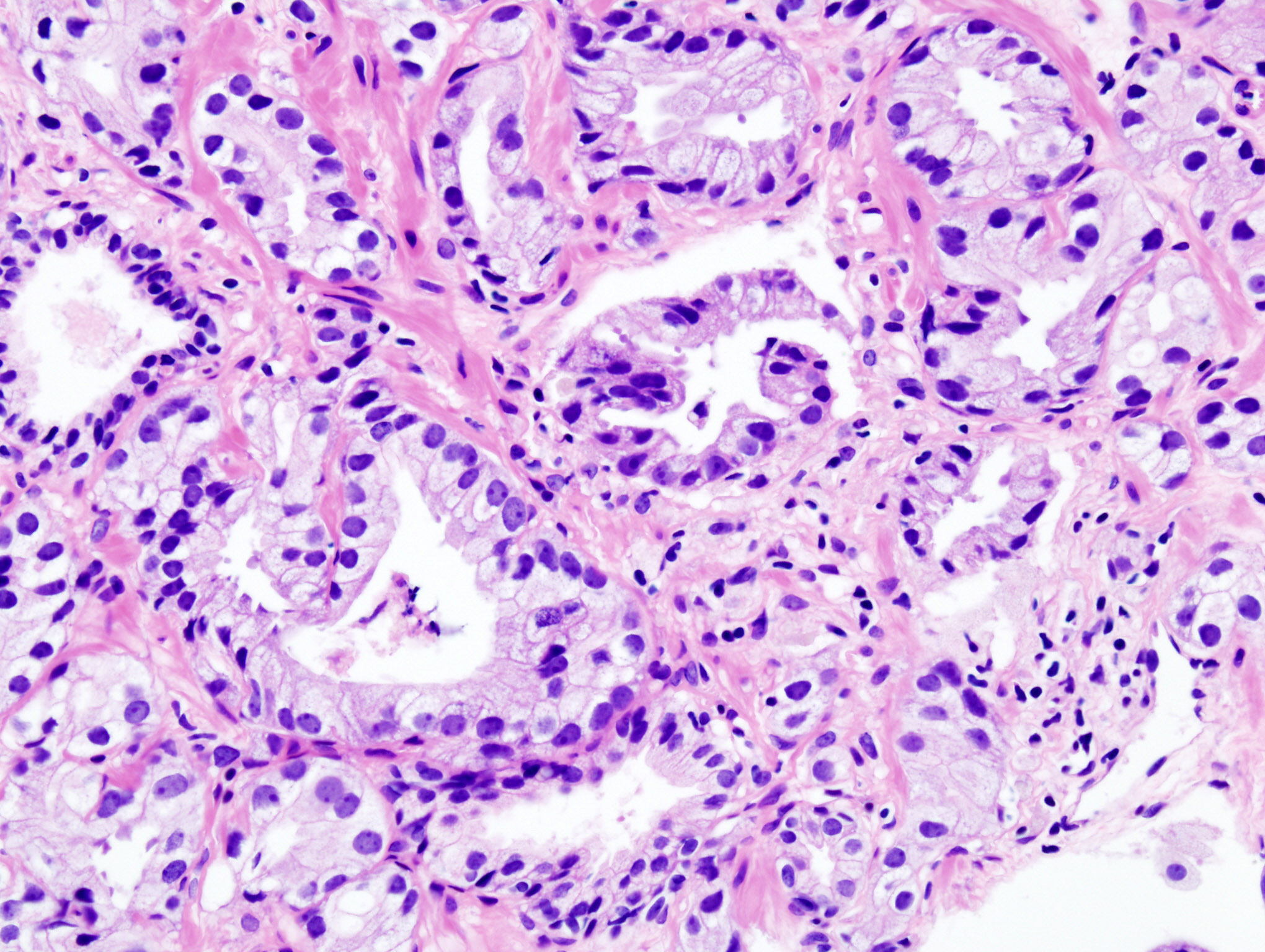
نمای میکروسکوپی آدنوکارسینوم پروستات

سرطان پروستات (به انگلیسی: Prostate cancer) که با نام کنسر پروستات نیز شناخته می‌شود، پیشرفت سرطان در پروستات است که غده‌ای در دستگاه تناسلی مردان است. بیشتر سرطان‌های پروستات آرام رشد می‌کنند، اما برخی نسبتاً سریع رشد می‌کنند. سلول‌های سرطانی ممکن است از پروستات گسترش یابد و به دیگر بخش‌های بدن برسند، به ویژه استخوانها و گره‌های لنفاوی. این بیماری ممکن است در آغاز نشانگانی را بروز ندهد. در مراحل پیشرفته‌تر می‌تواند مشکلاتی را در ادرار کردن، خون در ادرار یا درد در ناحیهٔ لگن و کمر هنگام ادرار به وجود آورد. یک بیماری دیگر به نام هایپرپلازی خوش‌خیم پروستات نیز می‌تواند نشانگان مشابهی را پدیدآورد. یکی دیگر از علائمی که بعدها بروز پیدا می‌کنند شامل سطح پایین گلبول‌های قرمز است.
اخیراً محققان مرکز تحقیقات سرطان انگلیس و بیمارستان «آدن بروک» کمبریج، با مقایسه ۲۵۰ نمونه از تومورهای پروستات، موفق به شناسایی پنج نوع متفاوت سرطان پروستات شدند. هر یک از این پنج نوع سرطان پروستات دارای امضای ژنتیکی مجزا هستند و راه درمان متفاوتی دارند.

## انواع سرطان پروستات
1. آدنوکارسینوم پروستات (شایع ترین)
2. تومورهای نورواندوکرین پروستات
3. کارسینوم سلول انتقالی یا سرطان ادراری
4. کارسینوم سلول کوچک پروستات
5. کارسینوم سلول سنگفرشی پروستات
6. سارکوم پروستات (سرطان بافت نرم پروستات)[۸]

## تشخیص بیماری
عواملی که خطر ابتلاء به سرطان پروستات را افزایش می‌دهند سن بالا، سابقهٔ خانوادگی بیماری، و نژاد می‌باشد. حدود ۹۹ درصد موارد در افراد بالای ۵۰ سال رخ می‌دهد. اگر یکی از خویشاوندان درجه اول به این بیماری مبتلا شده باشند، احتمال ابتلاء به بیماری دو تا سه برابر می‌شود. این بیماری در ایالات متحده بیشتر در میان سیاه‌پوستان آمریکا بروز پیدا می‌کند تا سفید پوستان. دیگر عوامل دخیل در این بیماری شامل این موارد نیز هست: رژیم غذایی با سطوح بالای گوشت فرآوری شده، گوشت قرمز یا فراورده لبنی یا رژیم‌های غذایی که سبزی‌های خاصی را در خود ندارند. سرطان پروستات از طریق بافت برداری تشخیص داده می‌شود. تصویربرداری پزشکی نیز ممکن است بعداً انجام شود تا مشخص شود که آیا سرطان به دیگر بخش‌های بدن سرایت کرده‌است یا نه.

## پیش‌گیری و درمان
غربال‌گری سرطان پروستات بحث‌برانگیز است. تست‌هایی که بر روی پادگن ویژه پروستات میزان تشخیص سرطان پروستات را افزایش می‌دهد، اما سطح مرگ و میر را کاهش نمی‌دهد. خدمات پیشگیری ایالات متحده پیشنهاد می‌کند که غربالگری با استفاده از PSA استفاده نشود، چرا که مشکل تشخیص و درمان غیر ضروری را دارد، چرا که بیشتر سرطان‌های تشخیص داده شده بدون علامت می‌مانند. USPSTF نتیجه‌گیری می‌کند که منافع احتمالی آزمایش از ضررهای مورد انتظارش بالاتر نیستند. در حالی که به نظر می‌رسد مهارکننده های-ردوکتاز ۵ آلفا خطر ابتلای کم ریسک را کاهش می‌دهند، تأثیری بر خطر ابتلای پر ریسک ندارند. به نظر می‌رسد که مکمل‌های غذایی مانند ویتامین‌ها یا مواد معدنی تأثیری بر روی خطر ابتلاء ندارند.
بسیاری از موارد می‌توانند بدون خطر تحت نظارت فعال یا انتظار هوشیارانه قرار بگیرند. دیگر درمان‌ها شامل عمل جراحی، پرتودرمانی، هرمون درمانی یا شیمی‌درمانی قرار بگیرند. وقتی که سرطان تنها در پروستات بروز پیدا می‌کند ممکن است قابل درمان باشد. برای کسانی که بیماری به استخوانشان سرایت کرده، داروهای مسکن، بیس فسفونات‌ها و درمان هدفمند از جمله درمان‌هایی هستند که می‌توانند مفید باشند. نتایج درمان به سن بیمار، دیگر مشکلات سلامتی، و گستردگی و میزان هجوم سرطان بستگی دارد. بسیاری از بیمارانی که به سرطان پروستات دچارند از خود بیماری تلف نمی‌شوند.

## درمان دارویی
در درمان دارویی این نوع از سرطان از هورمون درمانی و شیمی درمانی استفاده می شود. 
هورمون تراپی در این سرطان براساس سرکوب آندروژن (هورمون های جنسی مردانه) است تا از رشد سلول های سرطان پروستات جلوگیری کند.مهم ترین آندروژن های بدن تستوسترون و دی هیدروتستوسترون هستند.علاوه بر بیضه ها، غدد آدرنال نیز در ساخت این آندروژن ها مسئول هستند. از دسته های دارویی مختلفی برای هورمون درمانی استفاده می شود. انتخاب نوع دسته این  داروها و این که در چه مرحله ای استفاده شوند از تصمیماتی است که پزشکان درمان‌گر باید بگیرند.
- پرتو درمانی با دستگاه سایبر نایف: سایبرنایف جدیدترین روش درمان تومورهای سرطانی به صورت جراحی بسته می‌باشد و کاملاً می‌تواند جایگزینی برای عمل جراحی باز باشد با این تفاوت که درمان با این روش بدون درد، خونریزی و کمترین عوارض جانبی برای بیماران سرطانی می‌باشد.

علاوه بر این درصد موفقیت و نابود کردن تومورهای سرطانی با این روش بسیار بالاست.
بتازگی یک دستگاه سایبر نایف در یکی از مراکز درمانی شیراز کارگذاری و در حال بهره برداری می باشد.

### آگونیست های هورمون آزادکننده هورمون LH
داروهای آگونیست LHRH با نام دسته GnRH آگونیست ها شناخته می شوند. این داروها میزان تستوسترون تولیدی توسط بیضه ها را کاهش می دهند.این داروها باعث کاهش اندازه بیضه ها می شوند و مشابه عمل جراحی برداشتن بیضه ها عمل می کنند. از جمله داروهای این دسته گوسرلین (Goserelin)، لوپرولاید (Luprolide) و تریپتورلین (Triptorelin) هستند. این داروها با مکانیسم خاص خود در ابتدا باعث افزایش میزان آندروژن ها می شوند و سپس کاهش اتفاق می افتد.

### آنتاگونیست های هورمون آزادکننده هورمون LH
این داروها نیز مانند دسته قبلی عمل می کنند اما سریع تر اثر گذاشته و باعث افزایش ناگهانی آندروژن نمی‌شوند.
عوارض جانبی داروهای این دو دسته شامل کوچک شدن بیضه ها و آلت تناسلی، اختلال جنسی و نعوظ، کاهش میل جنسی، خستگی و پوکی استخوان و ... است.

### داروهای کاهنده تولید آندروژن از غدد آدرنال
این داروها تولید آندروژن توسط سلول های غدد آدرنال و خود سلول های سرطان پروستات را می گیرند. داروهای این دسته مانند ابیراترون (Abiraterone) با مسدود کردن آنزیم CYP17 تولید آندروژن را مهار می کنند. این دارو در مردان دارای سرطان پروستات پیشرفته کاربرد دارد که مهار تولید تستوسترون با مهار بیضه ها جلوی رشد تومور را نگرفته است یا ریسک انتشار سرطان به نقاط دیگر بدن بیشتر است. این دارو خوراکی است و روزانه مصرف می شود. این دارو نیز عوارضی چون افزایش فشارخون و درد عضلانی و مفصلی دارد.

### پادآندروژن‌ها
این داروها در واقع آنتاگونیست های گیرنده آندروژن هستند که از اتصال آندروژن به گیرنده در سطح سلول های سرطانی و رشد آنها جلوگیری می‌کند.از مثال های داروهای این دسته فلوتاماید (Flutamide)، بیکلوتاماید (Bicalutamide) و نیلوتاماید (Nilutamide) هستند. عوارض جانبی داروهای این دسته مشابه داروهای مؤثر بر LHRH است اما عوارض جنسی آن کمتر است.

## همه‌گیرشناسی

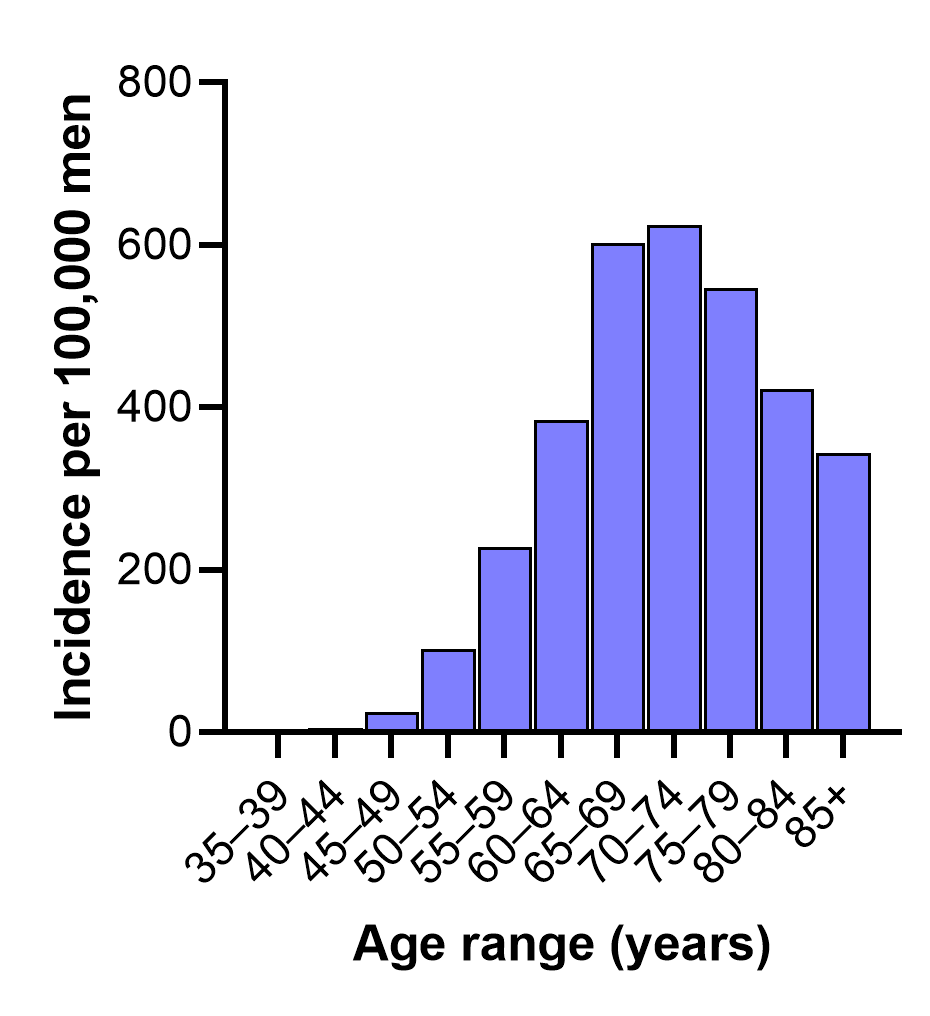
نمودار بروز سرطان پروستات در گروه های سنی مختلف در ایالات متحده در سال 2016. داده های سازمان بهداشت جهانی.

میزان بقای پنج ساله در ایالات متحده ۹۹ درصد است. در سطح جهان، دومین سرطان شایع و پنجمین عامل مرگ و میر مربوط به سرطان در مردان است. در سال ۲۰۱۲، ۱/۱ میلیون مرد به سرطان پروستات دچار شدند که از این تعداد، ۳۰۷۰۰۰ نفر آن‌ها جان سپردند. این سرطان رایج‌ترین سرطان در میان مردان در ۸۴ کشور بود که بیشتر در کشورهای توسعه‌یافته رخ می‌داد. میزان سرطان در کشورهای در حال توسعه رو به افزایش بوده‌است. در پی افزایش استفاده از آزمایش PSA، میزان تشخیص این بیماری به گونهٔ چشمگیری در دهه‌های ۱۹۸۰ و ۱۹۹۰ افزایش یافت. مطالعاتی که انجام شده‌اند تا میزان مرگ و میر مردانی را بررسی کنند که به واسطهٔ عوامل غیر مرتبط جان سپرده‌اند، در ۳۰ تا ۷۰ درصد کسانی که بالای شصت سال بوده‌اند سرطان پروستات را تشخیص داده‌اند.
با توجه به اینکه اندازهٔ پروستات بعد از سن حدود ۴۵ تا ۵۰ سالگی شروع به رشد می‌کند به افراد بالای این سن توصیه می‌شود هر روز یک گوجه فرنگی خام مصرف کنند.
لیکوپن یکی از آنتی‌اکسیدانهای مهم موجود در گوجه فرنگی است که می‌تواند از بروز سرطان پروستات پیش‌گیری کند. علاوه بر گوجه فرنگی، در کلم بروکلی ماده شیمیایی گیاهی به نام سولفوران وجود دارد که سلول های سرطانی را مورد هدف قرار می دهد و باعث پیشگیری می شود. اندازه‌گیری PSA در مردان بالای چهل سال برای غربال‌گری و شناسایی این سرطان در مراحل اولیه توصیه می‌شود.
مواردی که ممکن است قبل از بروز سرطان پروستات رخ دهند
به تازگی محققان دانشگاه بیرمنگام در انگلستان موفق به ابداع تراشه‌ای شده‌اند که قادر است سرطان پروستات که دومین سرطان شایع مردان می‌باشد را در مراحل اولیه با دقت بسیار بالایی تشخیص دهد.
این تراشه حسگر، یک پروتئین خاص را که با زنجیره کربوهیدرات ترکیب می‌شود، شناسایی می‌کند. این پروتئین، مولکول گلیکوپروتئین نام دارد و نقش مهمی در عملکرد بخش‌های مختلف بدن، از جمله پاسخ ایمنی ایفا می‌کند. با توجه به این نقش، می‌توان از این پروتئین به عنوان یک نشانگر زیستی برای تشخیص انواع سرطان، از جمله سرطان پروستات استفاده کرد.

## علائم و نشانه‌ها
ممکن است علامت خاصی دیده نشود. علایم انسدادی معمولاً زودتر بروز می‌کند و شامل تکرر ادرار، احتباس ادرار، کاهش قطر و فشار جریان ادرار و قطره قطره شدن انتهای ادرار می‌باشد که مشابه علائم هایپرپلازی خوش‌خیم پروستات است. متاستازهای استخوانی می‌توانند موجب درد شوند. در صورت دیده شدن علامت‌های زیر حتماً به پزشک مراجعه نمایید:
- اختلال در آغاز ادرار
- تکرر ادرار مخصوصاً در شب‌ها
- خارج شدن ادرار به صورت قطره قطره
- خروج ادرار با فشار کم
- وجود خون یا لخته خون در ادرار
- درد هنگام دفع ادرار
- درد هنگام انزال
- درد در ناحیه لگن و پایین کمر اگر متناوب باشد
- کاهش وزن یا کاهش اشتها به صورت ناخواسته[۱۸]

## ریسک فاکتورهای سرطان پروستات

### ریسک فاکتورهای قابل تغییر

#### کشیدن سیگار و سرطان پروستات
با وجود اینکه یافته‌های بررسی اثر کشیدن سیگار و رخداد سرطان پروستات متناقض می‌باشند، شواهد محکمی همبستگی کشیدن سیگار و خصوصیات تهاجمی سرطان پروستات و پیامد بد آن را نشان می‌دهند که این اثر منفی تا ۱۰ سال پس از ترک سیگار باقی می‌ماند.

#### فعالیت جسمانی و سرطان پروستات
شواهد موجود ارتباط فعالیت جسمانی و کاهش رخداد، پیشرفت کمتر و پیامد بهتر درمان سرطان پروستات را نشان می‌دهند؛ لذا یک زندگی فعال برای کاهش ریسک سرطان پروستات توصیه می‌گردد.

#### فعالیت جنسی و سرطان پروستات
در گذشته مطالعاتی به اهمیت تکرار تخلیهٔ مایع منی در رخداد سرطان پروستات اشاره نموده‌اند. اما، مطالعات مروری اخیر نشاندهندهٔ فقدان شواهد کافی برای این نتیجه‌گیری‌ها می‌باشند. مطالعهٔ متاآنالیز اخیر بخش اورولوژی انجمن اورولوژی-انکولوژی اروپا لزوم مطالعات آتی طولی با طراحی قوی را برای نتیجه‌گیری در مورد فعالیت جنسی شامل (خودارضایی، آمیزش جنسی و محتلم شدن) خاطرنشان کرده‌است؛ لذا، هیچ نتیجه ای که بتواند به توصیهٔ شیوهٔ زندگی بینجامد در خصوص فعالیت جنسی همچنان مورد توافق علمی نمی‌باشد.

## تأثیر سرطان پروستات روی باروری
غده پروستات در تولید مثل نقش دارد و ازین رو سرطان پروستات و بسیاری از درمان های آن از چندین طریق بر باروری تأثیر می گذارند.
به عنوان مثال، اگر یک مرد تحت عمل جراحی برای برداشتن غده پروستات یا بیضه ها قرار گیرد، بر روی تولید منی و باروری اش تأثیر منفی می گذارد. همچنین پرتودرمانی می تواند بر بافت پروستات تأثیر بگذارد و به اسپرم آسیب برساند و میزان مایع منی را برای انتقال آن کاهش دهد.
درمان هورمونی نیز می تواند بر روی باروری تأثیر بگذارد.
با این حال در صورتی که فرد بخواهد بعد از درمان صاحب بچه شود می تواند از گزینه های زیر استفاده کند:
- ذخیره اسپرم در بانک اسپرم قبل از عمل
- استخراج مستقیم اسپرم از بیضه ها برای تلقیح مصنوعی

هیچ تضمینی وجود ندارد که پس از درمان سرطان پروستات، باروری تان دست نخورده باقی بماند. هرکسی که دوست دارد بعد از معالجه فرزندی داشته باشد باید هنگام تهیه برنامه درمانی خود گزینه های باروری را با پزشکش در میان بگذارد.

### چاقی و سرطان پروستات
چاقی با شاخص BMI، تقریباً به صورت یکنواخت در مطالعات مختلف با ریسک بالای سرطان تهاجمی پروستات مرتبط نشان داده شده‌است. سرطان تهاجمی به معنی stage بالاتر، کشندگی و پروگنوز بد در نظر گرفته شده‌است.

### ریسک فاکتورهای غیرقابل تغییر

#### قومیت و تبار
سرطان پروستات در مردان سیاه‌پوست رخداد بیشتری دارد.

#### ژنتیک
استعداد ژنتیکی خصوصاً جهش بیماری‌زا در ژنهای مربوط به ترمیم DNA مثل BRCA2 تأثیر بسیار زیادی بر رخداد سرطان پروستات دارد. این تأثیر تا جائیست که دستورالعمل NCCN برای سرطان پروستات موارد تهاجمی سرطان پروستات را ملزم به انجام مشاورهٔ ژنتیک سرطان و بررسی ژنتیکی می‌داند.